# The Whispered World
The Whispered World (englisch für „Die geflüsterte Welt“) ist ein Adventure-Computerspiel. Es wurde von Marco Hüllen erdacht, von Daedalic Entertainment entwickelt und von Koch Media am 28. August 2009 in Deutschland, Österreich und der Schweiz für den PC veröffentlicht. Von dem Spielprinzip, der Steuerung und dem grafischen Aufbau her orientiert sich das Spiel stark an älteren Klassikern des Genres wie The Curse of Monkey Island oder Vollgas.
Das Abenteuerspiel war nach eigenen Angaben das bis dahin größte Vorhaben in Daedalics Unternehmensgeschichte.
Am 6. Mai 2014, knapp 5 Jahre nach der Erstveröffentlichung, wurde das Spiel in einer Special Edition neu herausgebracht, die Entwicklerkommentare und einige technische Verbesserungen enthält. Die Fortsetzung namens Silence war ursprünglich für 2014 angekündigt, wurde aber erst am 15. November 2016 veröffentlicht.

## Handlung
Der junge Clown Sadwick reist mit dem Wanderzirkus seiner Familie durch die Welt, doch nach Lachen ist ihm gar nicht zu Mute. Er ist tief melancholisch und hat das Verlangen, dem Alltagstrott zu entfliehen. Eines Nachts spricht im Traum eine merkwürdige kugelförmige Gestalt zu ihm und prophezeit ihm, dass seine Welt dem Untergang geweiht ist und er es sein wird, der sie zerstört.

### Kapitel 1: Der Herbstwald

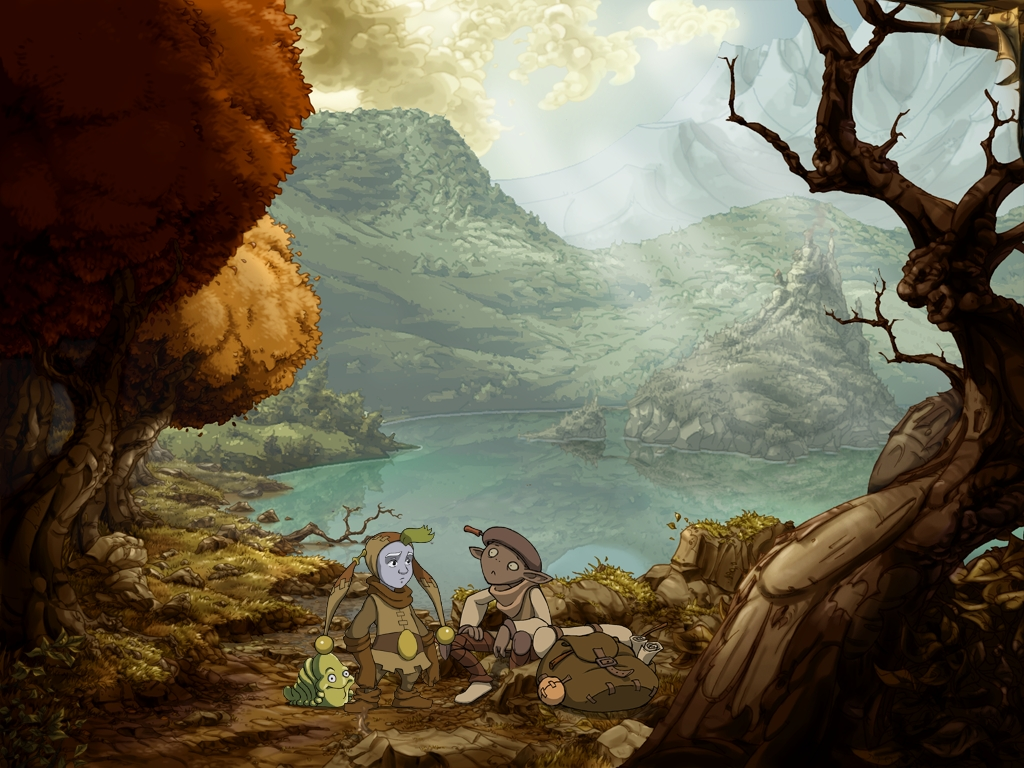
Sadwick und Spot treffen im Herbstwald auf einen Reisenden. (Screenshot aus dem Spiel)

Wie in jeder Nacht plagen Sadwick schreckliche Alpträume. Nachdem der Clown erst am helllichten Tage erwacht ist, wird er von seinem Bruder Ben sehr unliebsam darauf aufmerksam gemacht, dass er die Proben bei Sonnenaufgang wieder einmal verpasst habe. Zusammen mit seiner Haustier-Raupe Spot begibt er sich auf einen Spaziergang in den Herbstwald, um Leute für die Zirkusvorstellung anzuwerben.
Am Ufer eines Sees trifft er auf Bobby, einen dem Volk der Chaski angehörenden Boten. Dieser gibt Sadwick an, dass er auf einer sehr wichtigen Mission sei. Das Ende naht: Bobby muss seinem König in der Hauptstadt Corona schnellstmöglich den Flüsterstein überbringen. Sadwick erinnert das an seine alle Nächte wiederkehrenden Träume. Bobby erzählt ihm von einem Orakel mit dem Namen Shana und übergibt ihm den Flüsterstein. Als dieser dann von den Asgil überfallen und entführt wird, macht Sadwick sich schließlich auf die Suche nach dem Orakel, um sich seine Träume deuten zu lassen.
Shana prophezeit, Sadwick habe das Schicksal der geflüsterten Welt in den Händen, er werde sie zerstören. Seinerseits entschlossen, die Welt zu retten, trägt Sadwick sich selbst die Aufgabe auf, den Flüsterstein nach Corona zurückzubringen. Eine gewisse Kalida, die in der Mitte des Sees wohnt, werde ihn dorthin führen, wie Shana erklärt.

### Kapitel 2: Kalidas Erwachen

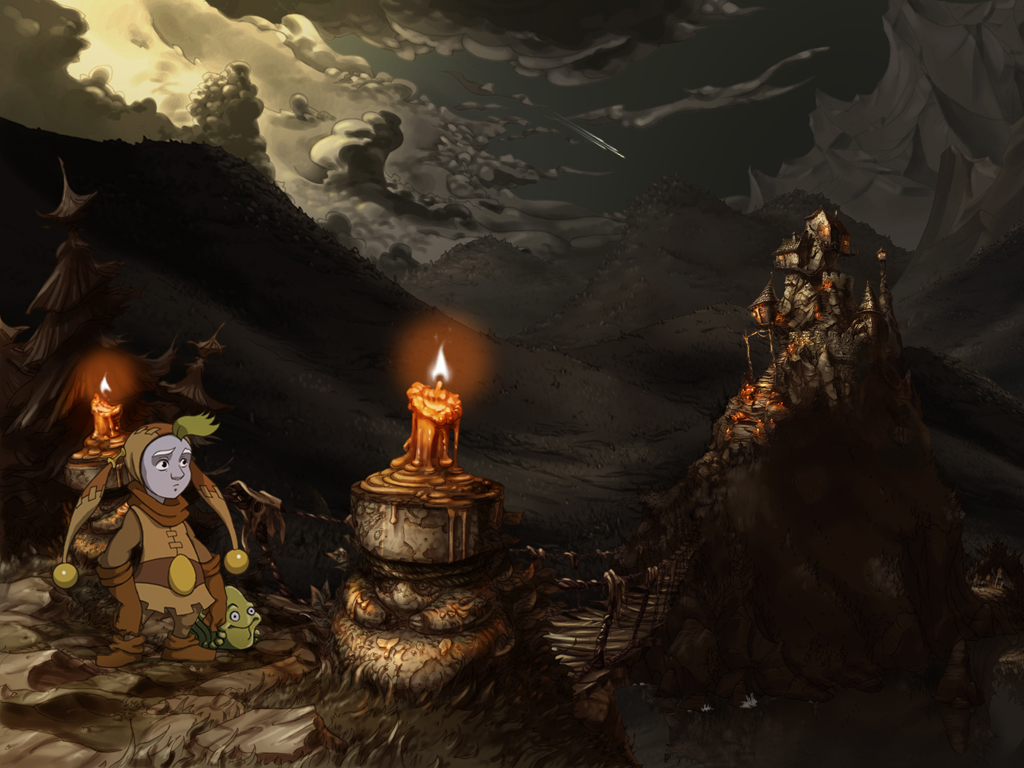
Auf Kalidas nächtlicher Insel. (Musterbild)

In der Mitte des Sees angekommen begegnet Sadwick dem Einsiedler Mulachei, der ihm berichtet, sämtliche Lebewesen, die sich auf der Insel befänden, seien ein Teil von ihr. Im Zentrum der Insel in einem kleinen, auf einem Berg erbauten Dörfchen trifft Sadwick auf Ruben, der behauptet, die Insel zu regieren, weil er über genau 10.000 Perlen verfügt. Mehr brauche er auch gar nicht, darum hat er die Perlenpressfabrik kurzerhand stilllegen lassen. Rubens Handlanger Bando hat sehr unter der Schließung zu leiden. Seine Lieblingsbeschäftigung ist das Erzeugen lauter Geräusche – sehr zum Missfallen seines Vorgesetzten, der nicht nur schreckhaft ist, sondern sich auch um die schlafende Kalida sorgt. Sie dürfe keinesfalls geweckt werden, sonst sei die ganze Insel – und damit der Schatz – verloren. Ruben hat alles Nötige veranlasst, laute Geräusche zu unterbinden. Er hat sich und Bando in den arbeitslosen Alltag versetzt und die Yakis, winzige Vögel mit der Leidenschaft zu singen, in den hinteren Teil der Insel verbannt.
Um Kalida dennoch zu wecken, sieht Sadwick jetzt für sich die Aufgabe, Lärm zu machen. Er läutet die Glocke, die früher das Mittagessen angekündigt hat. Er bläst in das Horn, welches früher anfahrende Schiffe gewarnt hat. Und er stiehlt eine einzige Perle aus Rubens Sammlung, der unverzüglich die Maschinen zur Perlenpressung wieder anwerfen lässt.
Der Clown überzeugt anschließend Mulachei, die Kerzen auf der Insel nicht mehr anzuzünden, die die singenden Yakis zurückhalten. Vom einschüchternden Kerzenlicht befreit, gehen die Vögel an das Ufer hinunter, wo sie Sadwick ihren typischen Zwitschergesang zum Besten geben lässt. Kalida erwacht, ein Beben folgt. Es stellt sich heraus, dass die Trägerin dieses Namens ein riesiges, vogelähnliches Ungetüm ist, das die Insel die ganze Zeit über auf ihrem Rücken getragen hat. Nun nimmt sie Kurs auf Corona.

### Kapitel 3: Die Asgil

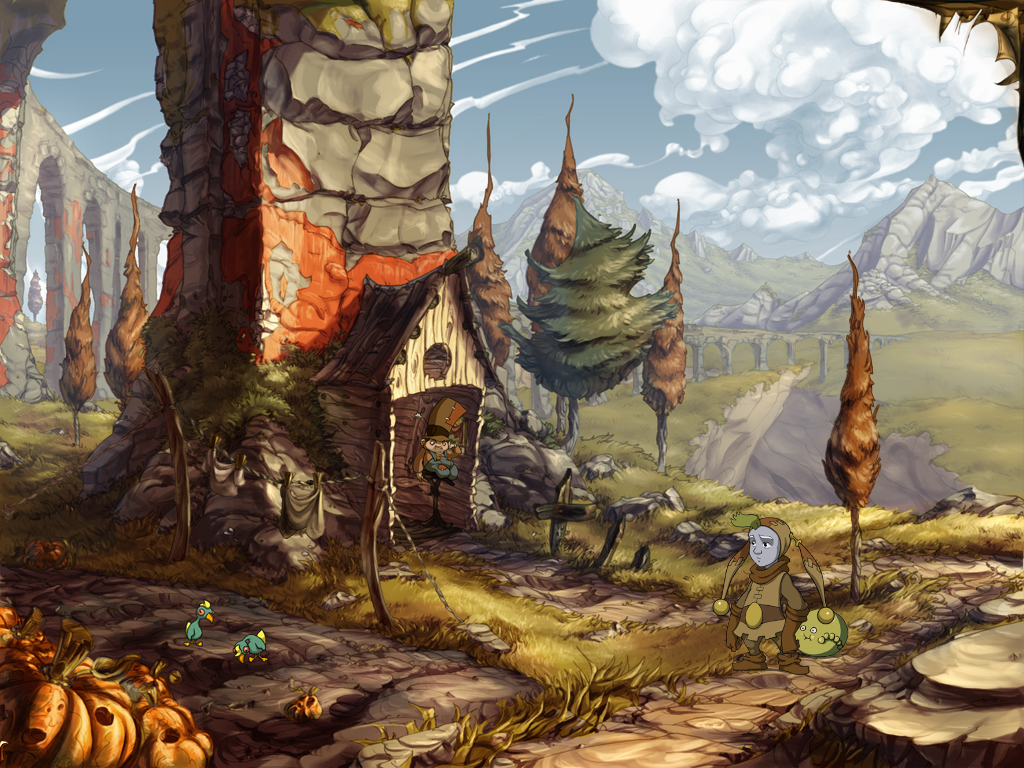
Vor „Maurice Medium Museum“, einem ehemaligen Bahnhof. (Screenshot)

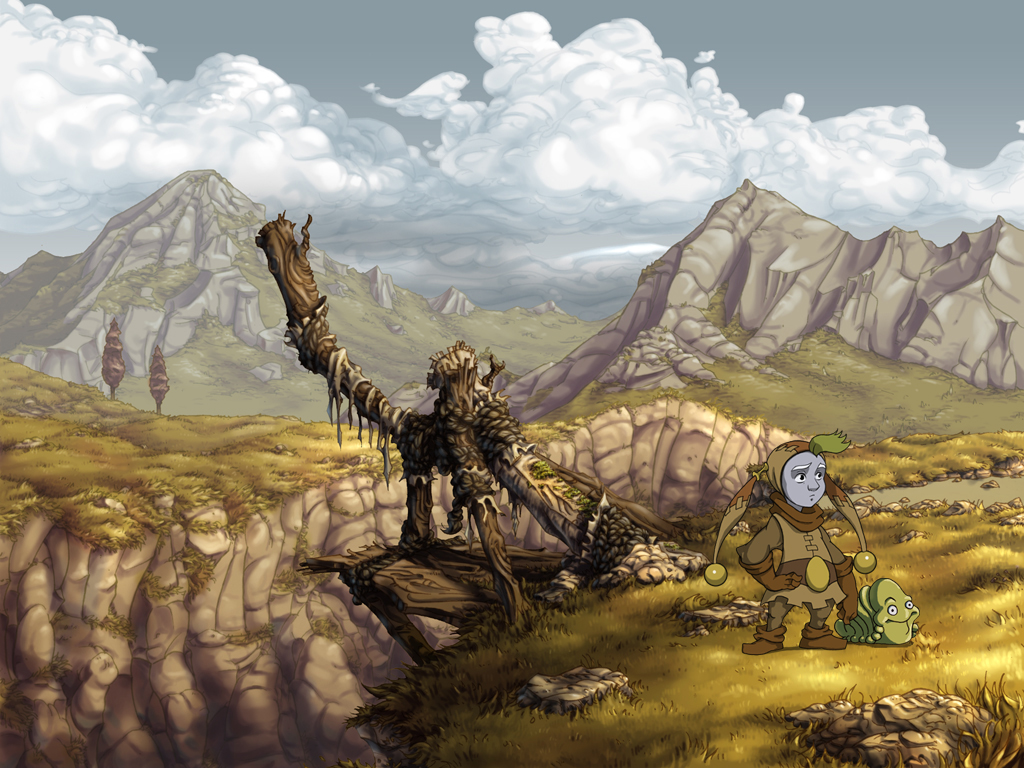
Sadwick und Spot nach ihrer Flucht vor den Asgil. (Musterbild, Noch spiegelverkehrt und ohne Fahrstuhl)

Sadwick findet sich auf einem verwüsteten Landstrich wieder. In der Ferne ist Corona zu erkennen. Sadwick und Spot betreten eine Höhle und belauschen ein Gespräch. Der Anführer der Asgil, Loucaux, plant einen letzten, alles entscheidenden Schlag gegen den König und sein Reich. Der Weg wird von einer Wache namens Gourney versperrt, den Sadwick kurzerhand mit einem herabgeworfenen Steinbrocken bewusstlos schlägt. Beim anschließenden Ausspionieren der Asgil-Schlachtpläne erwischt Loucaux den Jungen und sperrt ihn, von seinem Haustier getrennt, in einen Kerker. Der Zelle entschlüpft erfährt Sadwick, dass Spot, seinerseits in einem in der Luft hängenden Holzkäfig eingesperrt, zu Raupensuppe verarbeitet werden soll.
Loucaux mag Suppe. Hauptsächlich Schimmelsuppe. Er mag sie so sehr, dass er seine letzten drei Köche hatte hinrichten lassen, weil sie bei der heiklen Zubereitung versagten. Sadwick findet den Vierten in seinem Versteck und entlockt ihm das Rezept. Daraufhin besorgt er sich die Zutaten, geht zur Kantine, bereitet das Traditionsgericht zu und läutet zum Mittagessen. Loucaux schmeckt die Suppe so sehr, dass er noch bei Tisch einschläft. Zusammen mit dem anschließend befreiten Spot gelingt die Flucht aus der Asgil-Schlucht durch einen Fahrstuhl.
Oben angekommen, fällt Sadwick nach nur wenigen Schritten die in die Höhe gebaute Bahnlinie auf, die allem Anschein nach nicht in Betrieb ist. Maurice, Wärter des dazugehörigen Bahnhofs, verschweigt den Grund, teilt auf Sadwicks Frage hin jedoch mit, dass seine Linie der einzige Weg nach Corona wäre. Sadwick überredet den stets profitorientierten Kleinwüchsigen, aus dem Bahnhof ein Museum zu machen. Er kann sich mit dem Gedanken anfreunden, verlangt allerdings zehn Goldstücke als Eintritt, die Sadwick nicht besitzt. Er lässt sich deshalb von Maurice in mehreren kleinen Jobs gleichzeitig einstellen, um Geld zu verdienen und Vergünstigungen zu erhalten. Anschließend kann Sadwick den Bahnhof betreten und mit der oben stehenden Lok nach Corona aufbrechen.

### Kapitel 4: Corona

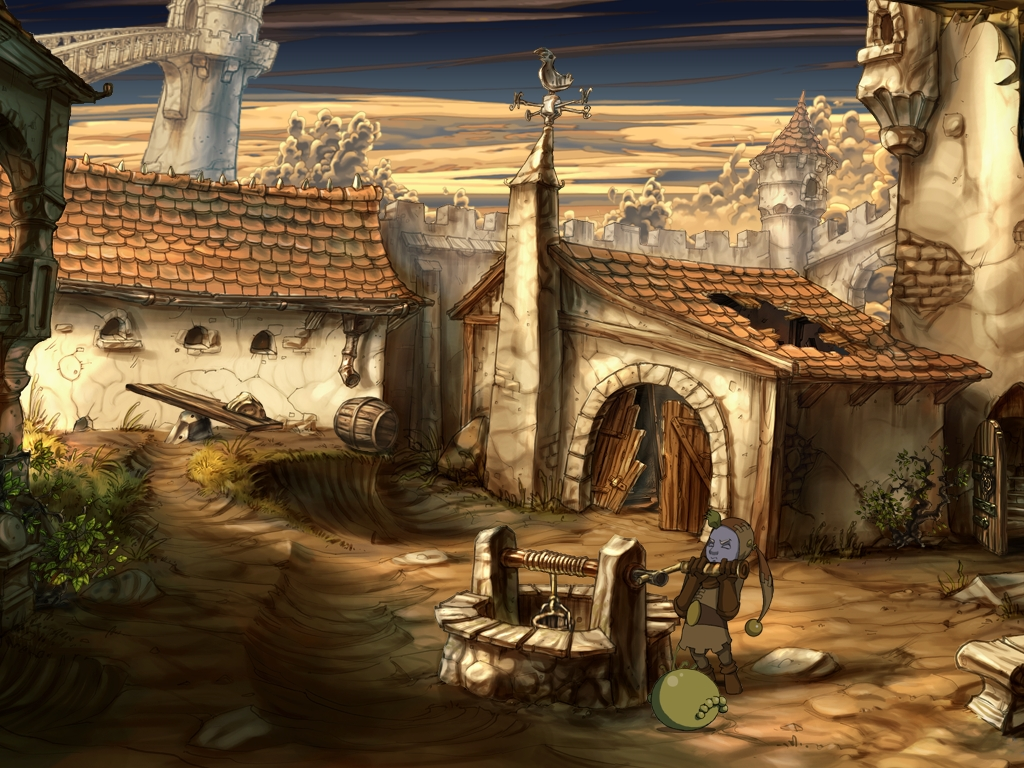
Im Schlosshof: Sadwick dreht an einer Brunnenkurbel. (Screenshot)

Sadwick und sein wandelndes Schweizer Taschenmesser Spot steigen vor dem Eingang des Schlosses aus ihrer Lok und blicken sogleich auf ein verschlossenes Tor. Spot gelangt durch einen Spalt hindurch in den Innenhof und sucht alleine in einer Art Hindernislauf nach einer Möglichkeit, das Tor zu öffnen. Wieder zusammen, bemerkt Sadwick, dass das Schloss verlassen ist. Alle haben sich vor den herannahenden Asgil vorzeitig in Sicherheit gebracht. Als einzige Ausnahme findet man Bobby, der sich in einem Fass vor den Angreifern versteckt hält. Offenbar wurde er gar nicht entführt, sondern habe lediglich einen Fuchs gesehen und sich aus Furcht in eine Höhle verkrochen. Wie er es allerdings nach Corona geschafft hat, bleibt rätselhaft. Auf Sadwicks Frage hin, wie man denn nun die Welt retten könne, resigniert dieser. Die Situation sei selbst für einen Chaski aussichtslos. Nach ausgiebigen Erkundungen innerhalb der Schlossmauern tritt der Clown in das königliche Sternenlabor, wo er den verantwortlichen Astronomen vorfindet. Im Saal befindet sich ein Planetarium, das sich exakt nach dem Gefüge von Raum und Zeit richtet. Der Astronom gibt an, es sei so exakt, dass man meinen könne, die Welt selbst richte sich nach ihm. Der bevorstehende Untergang der geflüsterten Welt ist auf einen Schaden an dem Gefüge zurückzuführen. Der Weltenbrunnen, der sich in der Mitte des Saales befindet, ist am Versiegen. Die einzige Möglichkeit, den Untergang abzuwenden, besteht daher in der Reparatur der Vorrichtung. Das vermag jedoch nur jemand von königlichem Geblüt. Der König hat sich schwerkrank in seinen verschlossenen Turm zurückgezogen und ist deswegen nicht verfügbar. Um den König wiederum zu heilen, ist das Wasser im Brunnen, das „Wasser des Lebens“, notwendig. Um dem Teufelskreis zu brechen, legt Sadwick nun unfreiwillig selbst Hand an. Sadwick muss das Planetarium ölen, Ersatzteile finden und schließlich die Planeten wieder in die richtige Ordnung bringen. Schließlich untersucht er verschiedene Aufzeichnungen über die Anordnung der Planeten, setzt den Flüsterstein in das Schaltpult, sortiert die Planeten in die richtige Reihenfolge und betätigt die Kurbel, um so die Vorrichtung wieder in Gang zu bringen.
Das Tor zum Turm des Königs öffnet sich. Sadwick ist erleichtert und bemerkt nicht, dass Spot durch seine Beine hindurch gekrochen ist und aus dem Brunnen trinkt. Die Raupe verpuppt sich in einen Kokon. Spot hat die nächste Stufe seines Lebenszyklus erreicht und damit bewiesen, dass Sadwick erfolgreich ist. Das Wasser im Brunnen ist tatsächlich das Wasser des Lebens. Die Erde bebt. Spots Kokon fällt in die Tiefe. Das Planetarium dreht sich immer schneller und mit ihm das Gefüge von Raum und Zeit. Als der Astronom aus dem Fenster schaut, bemerkt er ein riesiges blaues Licht, das auf das Schloss zuzurasen scheint. Es ist jene bösartige Gestalt aus Sadwicks immer wiederkehrenden Träumen. Die Gestalt stellt sich ins Zentrum des Planetariums, beginnt mit Sadwick zu sprechen und fragt ihn, ob er wirklich geglaubt hätte, den Untergang der Welt aufzuhalten. Erst recht werde sie durch seine Hand zerstört werden, weil sie nur aus diesem Grund für ihn geschaffen wurde. Sadwick gelingt es gerade rechtzeitig, das Planetarium abzustellen, indem er die Kurbel in das Zahnradgetriebe stößt. Die Gestalt wird zu Stein. Teer fließt aus ihren Mundwinkeln und lässt das Wasser im Brunnen zähflüssig werden. Das Tor zum Königsturm schließt sich. Das Planetarium bleibt endgültig stehen, die Zeit friert ein. Noch einmal bebt die Erde. Die Felsnadel, auf der Corona steht, ist weiter geschrumpft. Zu allem Überfluss sind die Asgil eingefallen und haben die Kontrolle über die Hauptstadt übernommen. Jetzt, da die Zeit stehengeblieben ist, können sie über alle Zeit hinweg herrschen. Der Anführer Loucaux und sein Knecht Gourney kosten ihren Triumph aus und begeben sich zum Thronsaal. Sadwick ergibt sich kampflos.
Zusammen mit Bobby wird er in den Schlosskerker geworfen. Im Kerkerboden klafft ein breites Loch ins Nichts. Sadwick lässt seinen Käfig in der Höhe so verstellen, dass er in den Abgrund fällt. Er landet auf einem in der Zeit gefangenen Felsvorsprung, wo er Spots Kokon und ein zuvor mit Lebenswasser eingegossenes Fläschchen wiederfindet. Es gelingt Sadwick, dass Loucaux ihn als Clown in sein Gefolge aufnimmt. Er schafft es dadurch, zurück ins Sternenlabor zu gelangen. Dort benutzt er das Teleskop als Kanonenrohr, um erneut seinen gehassten Zirkustrick anzuwenden – diesmal aber mit Spot. Dessen harte Hülle zerbricht die Steinkruste der Gestalt. Das Tor zum König öffnet sich wieder. Sadwick arbeitet sich zum Königsgemach durch.
Statt des Königs findet er aus seiner Kindheit vertraute Gegenstände sowie einen großen Spiegel. Darin erblickt einen blonden Jungen, der ihn auf die andere Seite zieht. Dort erzählt ihm dieser, dass die geflüsterte Welt nur ein Traum ist, der aus den Gedanken und Fantasien jenes Sadwicks entsprungen ist, der in der Realität im Koma liegt. Der blondhaarige Junge befindet sich in einem Patientenzimmer innerhalb eines Krankenhauses. Sein Vater, neben dem Bett sitzend, liest ihm die Geschichte der geflüsterten Welt aus einem Buch vor. Der fiktive Sadwick hat die Wahl, ob er seinem reellen Gegenstück verhilft, aufzuwachen, oder ob er diesem das Leben verweigert. Nach großen Zweifeln zerbricht er schließlich den Spiegel, worauf der reale Sadwick aus seinem Tiefschlaf erwacht.

### Charaktere
In der geflüsterten Welt trifft der Spieler auf viele unterschiedliche Charaktere. Im Folgenden eine Auflistung jener, die für den Handlungsverlauf eine wesentliche Rolle spielen, einschließlich der vom Spieler selbst gesteuerten Hauptcharaktere.
Sadwick,

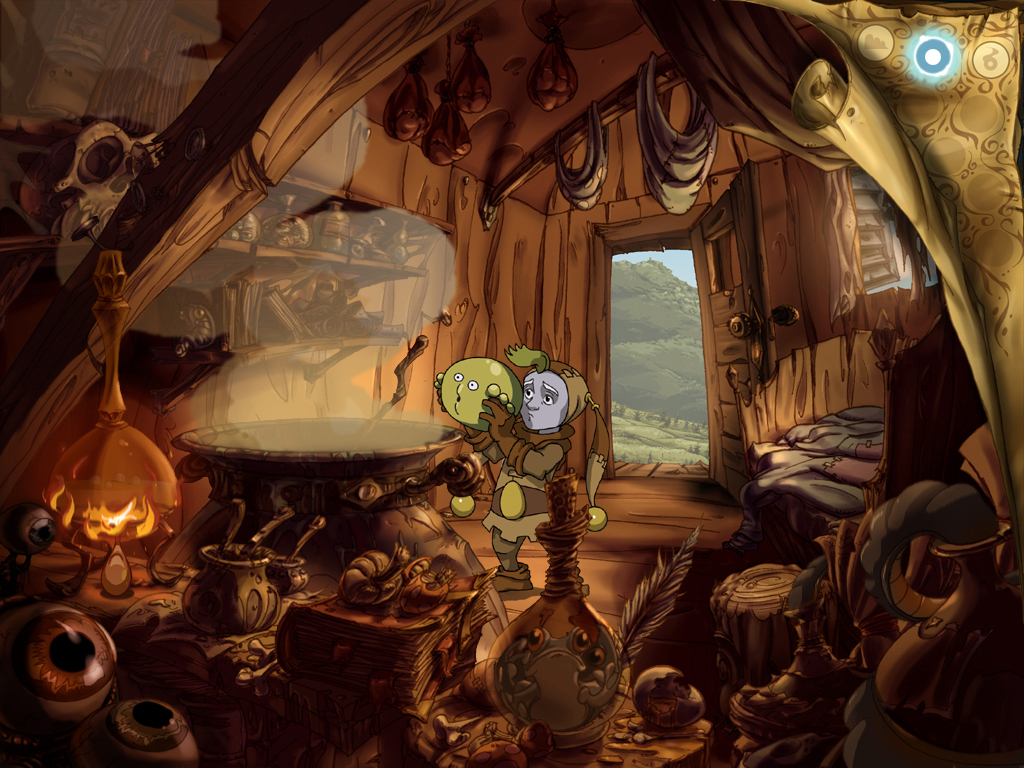
Sadwick legt den mit Wasser vollgesaugten Spot behutsam in einen kochenden Kessel. Auffallend ist hier der hohe Detailgrad. (Musterbild)

der Hauptcharakter, ist ein zwölfjähriger Clown, der mit dem Wanderzirkus seiner Familie durch die geflüsterte Welt reist. Sein Name enthält das englische Wort „sad“. Tatsächlich ist Sadwick fast immerzu traurig, was er in seinem passend dunklen Kleidungsstil ausdrückt. Bunte Kleidung, wie es die Stereotypie eines Clowns verlangt, liegt ihm nicht. Er passt sich seiner Umgebung an – mit engen braunen Strumpfhosen, einem Leibchen gleicher Farbe, einem beigen Überzug mit umliegender Goldschnalle sowie mit Stiefeln und Handschuhen aus Leder. Das einzige Merkmal, das Sadwick überhaupt als Clown zu erkennen gibt, ist seine Narrenkappe.
Gegen den Willen seines Bruders Ben und seines Großvaters will Sadwick in die Welt hinaus und Abenteuer bestreiten. Eigentlich soll er Leute zum Lachen bringen, sie unterhalten und aus der Schwermut des trostlosen Alltags herausholen. Doch weil er glaubt, die ganze Last der Welt auf seinen Schultern tragen zu müssen, fühlt er sich stets überfordert, klein und verloren. Auch leichtere Aufgaben wie Aufräumen und das Vorführen von Kunststückchen können Sadwick nicht annähernd das Gefühl von Zufriedenheit vermitteln. Ben, überhaupt nicht darauf bedacht, seinem kleinen Bruder zu helfen, führt Sadwick noch zusätzlich vor Augen, wie nutzlos, unwichtig und unfähig er sei. Opa nimmt von all dem keinerlei Notiz, denn er ist senil und verwechselt Sadwick andauernd mit dessen Bruder. So ist es nicht verwunderlich, dass Sadwick keine soziale Rolle mehr in seiner Familie einnimmt. Sein einziger Bezugspunkt ist sein Haustier Spot. Dieses überaus liebenswürdige und gut gelaunte Geschöpf ist dem Jungen stets treu geblieben – auch an jenem Tag, als Sadwick endlich sein Schicksal in die Hände genommen hat, um sich selbst aus dem trostlosen nichtigen Zirkusalltag zu befreien.
Spot
(engl. Fleck, Stelle), Sadwicks Sidekick, ist eine verhältnismäßig große, dicke grüne Raupe sowie Sadwicks Haustier und treuer Begleiter. Er beherrscht Verwandlungskünste, die Sadwick dabei helfen können, Stellen zu erreichen, an die er sonst nie herankäme. So kann Spot sich entzünden, sich mit Wasser zu einem runden Ball vollsaugen, platt wie ein Stück Papier werden oder sich sogar in kleine, einzelne Bälle aufteilen lassen. Oft muss Spot Hunger und Durst leiden oder wird zu Experimenten missbraucht. Trotzdem fühlt er sich sehr zu seinem Herrchen hingezogen.
Ben
ist Sadwicks Bruder. Er ist launenhaft, verständnislos und stets von Sadwick genervt. Trotz Miesepetrigkeit versteht er die Gaukelei als einzig lohnende Beschäftigung für sich und seine Familie.
Opa, der senile Großvater von Sadwick, verbringt den Abend damit, ungenießbare Gerichte zu kochen und sich in wirren Erinnerungen an die Vergangenheit zu verlieren. Meistens nimmt seine Unterhose dabei eine zentrale Rolle ein. Überdies verwechselt er Sadwick immer mit Ben.
Bobby
gehört zum Volk der Chaski, die seit Generationen die Boten des Königs stellen. Der überhebliche und arrogante Reisende kampiert am Ufer des inmitten des Herbstwaldes gelegenen Sees. Sadwick gibt er an, dass er auf einer sehr wichtigen Mission sei: Er muss seinem König in der Hauptstadt Corona schnellstmöglich einen Flüsterstein überbringen, damit die Belagerung durch die Asgil, bösartige Echsenwesen, vereitelt werden kann.
Shana
ist eine Hellseherin, auch Orakel genannt. Bobby ist auf der Suche nach ihr, da sie ihm den richtigen Weg zum König weisen soll und den kürzesten Weg zurück nach Corona weiß. Leider hatte der Bote bei der Suche bisher kein Glück, also bittet er Sadwick um Hilfe. Als Sadwick das Wort Orakel hört, bittet er Bobby ihn mitzunehmen, denn Shana könnte ihm vielleicht endlich sagen, was seine Träume zu bedeuten haben. Sadwick erkundet sich, wo er nach Shana suchen solle und Bobby zeichnet ihm die ihm bekannten Orte auf der Karte ein.
Ruben
ist ein Bewohner der nächtlichen Insel, auf der alle in müde Trägheit verfallen sind. Er behauptet, jene Insel zu regieren, weil er über einen gewaltigen Schatz an Perlen verfügt. Diesen hat er mithilfe seiner inzwischen stillgelegten Perlenpressfabrik angehäuft und hortet ihn sicher in seinen Gemächern. Sehr unter der Schließung der Fabrik hat Rubens Handlanger Bando zu leiden. Stets weilt er in seiner Holzhütte und wartet darauf, endlich wieder arbeiten zu dürfen. Bandos Lieblingsbeschäftigung ist das Erzeugen lauter Geräusche – sehr zum Missfallen seines Vorgesetzten, der sehr schreckhaft ist.
Maurice
ist der kleinwüchsige Bahnhofswärter einer stillgelegten Linie. Er hat nicht viel zu tun. Dementsprechend sorgt er sich um seine Station: Überall liegt Unrat und Schmutzwäsche, während kreischende Vögel um das Kabäuschen flattern. Sein Äußeres erinnert an einen Lokomotivführer. Der nachlässige Lebensstil zeigt sich auch in seiner mit Flicken durchsetzten Kleidung. Er trägt Latzhosen sowie einen hohen Zylinder, der für seine Größe unpassend wirkt.
Ralv und Yngo
sind zwei verbrüderte Steine, die die geflüsterte Welt beherrschen wollen. Weil sie Rücken an Rücken auf dem Boden liegen, nehmen sie die Umgebung völlig unterschiedlich wahr.
Die Asgil
sind bösartige Echsenwesen, die Corona belagern und die Welt unterdrücken wollen. Das selbstverliebte Oberhaupt der Asgilarmee, Loucaux, plant weitere Angriffe, um mit seinem naiven Knecht Gourney das Schloss des Königs zu stürmen und die Kontrolle der Hauptstadt zu übernehmen.

## Spielprinzip und Technik
The Whispered World wird klassisch per Point-and-Click gesteuert. Das bedeutet, dass der Spieler Sadwick und Spot per Mausklick auf einen gewünschten in der Spielwelt liegenden Bildpunkt hin zubewegt – ganz im Sinne des genannten Fachausdrucks: Zeigen und Klicken. Indem er mit anderen Charakteren interagiert, also Gespräche führt, Gegenstände aufsammelt und diese kombiniert, werden bestimmte Rätsel gelöst, die das Voranschreiten im Spiel erschweren. Tritt der Spieler in einen besonderen Abschnitt oder in ein neues Kapitel, erfolgt ein Schnitt und eine Zwischensequenz im Zeichentrickstil läuft ab. Während einer solchen wird der Spieler in den passiven Zustand eines bloßen Zuschauers versetzt, hat also keinen Einfluss mehr auf das Geschehen, und der ursprünglich von ihm gelenkte Sadwick wird als eigenständig handelnde Figur gezeigt. Insgesamt dauern die im ganzen Handlungsverlauf verteilten Sequenzen rund fünfzehn Minuten.
Ähnlich wie in The Curse of Monkey Island (mittels Münze) oder Vollgas (mittels Totenschädel) werden sämtliche möglichen Interaktionen (z. B. Reden, Anschauen oder Aufnehmen) über eine im Vordergrund aufschaltbare Bedienung, einem kleinen Menü, angezeigt. Diese öffnet sich bei gedrückter linker Maustaste. Ein Rechtsklick wiederum öffnet das Inventar eines Beutels. Während Dialogen werden dem Spieler vorgegebene Sätze als Fragen, Antworten oder Bemerkungen zur Verfügung gestellt. Zusätzlich befindet sich am rechten oberen Bildrand ein Pergamentstück, das, wenn aufgerollt, dem Spieler die Möglichkeit bietet, Spots Form zu wechseln; siehe Screenshot im Abschnitt Charaktere.
Ein in diesem Genre ziemlich häufiges Element des Rätsels ist in der geflüsterten Welt der Dialog. Der Spieler sollte alle Gesprächsmöglichkeiten ausschöpfen, um wichtige Schlüsselinformationen zu erhalten. Diese sind zum Teil unabdingbar für das Voranschreiten im Spiel. Die Gespräche bestehen jedoch nicht aus verschachtelten Abfolgen, die erst bei einer bestimmten Reihenfolge die für die Lösung entscheidende Sprechzeile freischalten, was den Schwierigkeitsgrad senken dürfte, sondern um solche, bei denen der Spieler aus einer festgelegten Abfolge eines Fragenkatalogs immer die richtige Antwort wählen muss. TWW bietet damit als eines der wenigen Adventures der letzten Jahre Dialogrätsel, die diese Bezeichnung auch verdienen. Trotzdem sind die aus Gesprächen entnommenen Schlüsselinformationen ein wertvolles Gut, das der Spieler an einem späteren Zeitpunkt gebrauchen kann. So zum Beispiel bei den im Genre klassisch vertretenen Logik-, Knobel- und Kombinationsrätseln, die den überwiegenden Teil des Gameplays ausmachen. Letztere sind durch die berühmten Adventures von LucasArts inspiriert und weisen dadurch weithin ähnliche Merkmale auf.
Obwohl TWW in einer fantastischen Welt angesiedelt ist und skurrile Begebenheiten nicht selten sind, sind die Rätsel fair und nachvollziehbar. Andererseits kann das Auffinden gewisser Gegenstände bei für TWW typisch hohem Detailgrad (eher selten innerhalb des Genres) als schlüssige Konsequenz ziemlich umständlich sein. Zur Erleichterung wurde von den Entwicklern eine sogenannte Hotspot-Funktion (englisch für „heiße Stelle“) eingerichtet, die sämtliche zu nutzenden Aktionen aufzeigt. Gebietsübergänge und Objekte, die dem Spieler auf den ersten Blick nicht auffallen, bleiben ihm so nicht länger verborgen.
Dem Sidekick Spot wurde sogar ein eigenes kleines Level gewidmet. Im von den Entwicklern genannten „Spot-Parcours“ ist die Raupe auf sich allein gestellt und muss unter Zeitdruck eine Reihe von kleineren Mechanismen auslösen, um zum Ziel zu gelangen. Es ist der einzige Abschnitt im Spiel, wo schnelles Reagieren notwendig ist.

## Produktionsnotizen

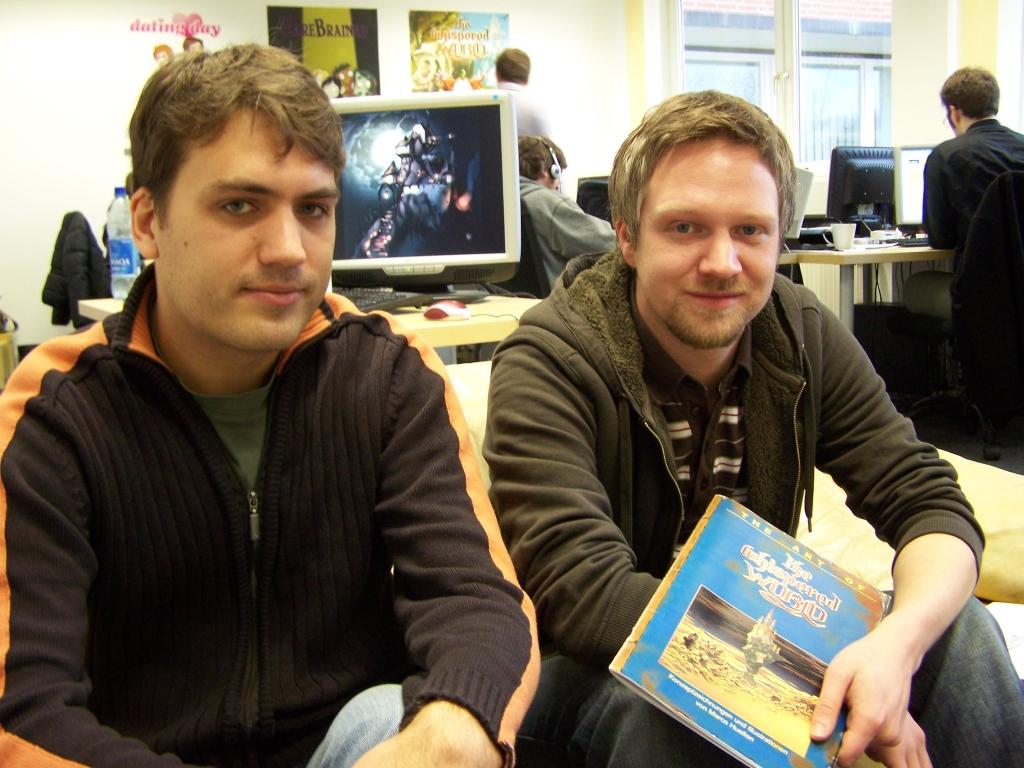
Autor und Creative Director Jan Müller-Michaelis (links) neben Spieldesigner Marco Hüllen (2007).

Ausgangspunkt der Entwicklung von The Whispered World war die private „Rhein-Sieg-Akademie für Realistische Bildende Kunst und Design“ in Hennef, wo Marco Hüllen seine Diplomarbeit zum Grafikdesigner und Illustrator mit dem Titel „Entwicklung und Vermarktung des Computerspiels ‚The Whispered World‘“ vorgelegt hatte. Als Folge wurde er zuerst von dem mittlerweile insolventen Unternehmen Bad Brain Entertainment, dann von Daedalic Entertainment als Lead Artist eingestellt. Bei beiden konnte er zusammen mit anderen Grafikern an seiner ursprünglichen Diplomarbeit weiterarbeiten. Beinahe jedoch wäre wegen der Insolvenz von Bad Brain das Spiel als Freeware kostenlos zur Verfügung gestellt worden.
Die Absicht, einen beispielhaften Repräsentanten des Adventure-Genres bzw. einen würdigen, modernen Nachfolger der alten Klassiker zu erschaffen, begründete Hüllen folgendermaßen: „In der heutigen Zeit, in der virtuelle ‚Ballerspiele‘ die Computerwelt prägen, möchte ich zu den Wurzeln des Genres zurückkehren. Die jungen Spieler von Actionspielen kennen keine Adventure und viele ältere Fans sehnen sich nach diesen alten Spielen, in denen es mehr auf die Handlung und Intelligenz als auf stupide Fingerakrobatik ankam, zurück. Dadurch ist eine Marktlücke entstanden, die bereits von einigen Firmen erkannt wurde. Mein Spiel soll diese Lücke füllen.“ (Siehe auch: „Adventure – Tod eines Genres?“) Kurzum: Das Spiel soll als „zukünftige Referenz für das Adventure-Genre“ gelten.
Für die im Spiel vorkommenden Texte und Dialoge zeichnete hauptsächlich der Autor Jan Müller-Michaelis in der Funktion als Creative Director verantwortlich. Unter der Leitung des Lead Programmer Jan Napitupulu arbeiteten mehrere Programmierer an einer modifizierten Version der Engine Visionaire Studio. Der vollständige Entwicklerstab bestand aus mindestens zwanzig weiteren Personen, darunter Grafiker, Animatoren, Tongestalter, PR-Manager, Produktmanager usw.
Am 6. August 2009 erreichte TWW den Gold-Status. Zu jenem Zeitpunkt waren sämtliche Entwicklungsarbeiten abgeschlossen und das Spiel war bereit für die Massenfabrikation. Vom 19. bis zum 23. August wurde TWW auf der gamescom in Köln erstmals der breiten Öffentlichkeit vorgestellt. Somit war es Interessierten noch vor dem eigentlichen Veröffentlichungsdatum möglich, das Spiel am Messestand von Deep Silver zu testen. Einige an der Entwicklung beteiligte Personen waren ebenfalls am Stand anwesend.
The Whispered World ist in einer skurril-fantastischen, melancholischen Welt angesiedelt. Diese ist grafisch zweidimensional aufgebaut und enthält zahlreiche Animationen (Kerzenflackern, Rauch, fließende Bäche, Wasserfälle, sichtbare Kometen usw.), die die Umgebung in Bewegung bringen und authentisch wirken lassen. Die handgemalten Hintergründe bestehen aus mehreren Zeichnungsebenen: übereinandergelegte Erdböden, Berge und Wolken, die für das Auge des Spielers einen Tiefeneffekt erzeugen und sich bei dessen Gang in unterschiedlichem Tempo fortbewegen (sogenanntes Parallax scrolling). Ein Bild kann dabei bis zu zwanzig Ebenen beinhalten. Ebenfalls von Hand gestaltet sind die sehr detaillierten Vordergründe sowie die Figuren. Stilistisch sind die Grafiken eindeutig europäischer Hand zuzuordnen. Elemente aus japanischer Zeichenkunst – beispielsweise der für Animes typische Hintergrundaufbau wie er in Chihiros Reise ins Zauberland zu sehen ist – sind allerdings auch enthalten. Das einzige Objekt im Spiel, welches nicht von Hand gezeichnet wurde, ist das 3D-Modell eines mechanischen Planetariums.
Die maximal zu erreichende Bildauflösung beträgt 1024×768 Pixel. Viele der Hintergründe beschränken sich jedoch nicht auf dieses Maß. Bei etwa der Hälfte der Szenen handelt es sich um rollende Hintergründe, die sich unterschiedlich stark über das Bildverhältnis (4:3) hinaus nach links und rechts bzw. oben und unten ausdehnen.

Aufbau der Zeichnungsebenen
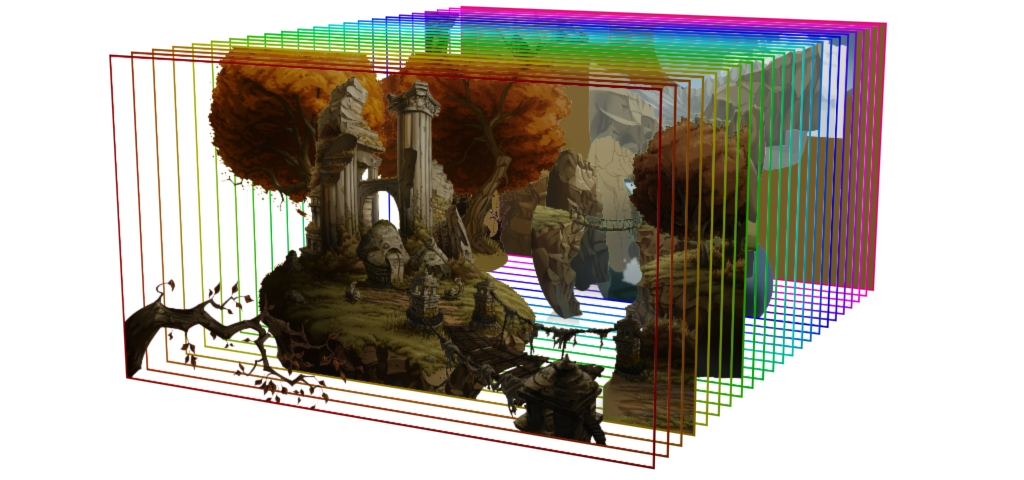
Schrägansicht
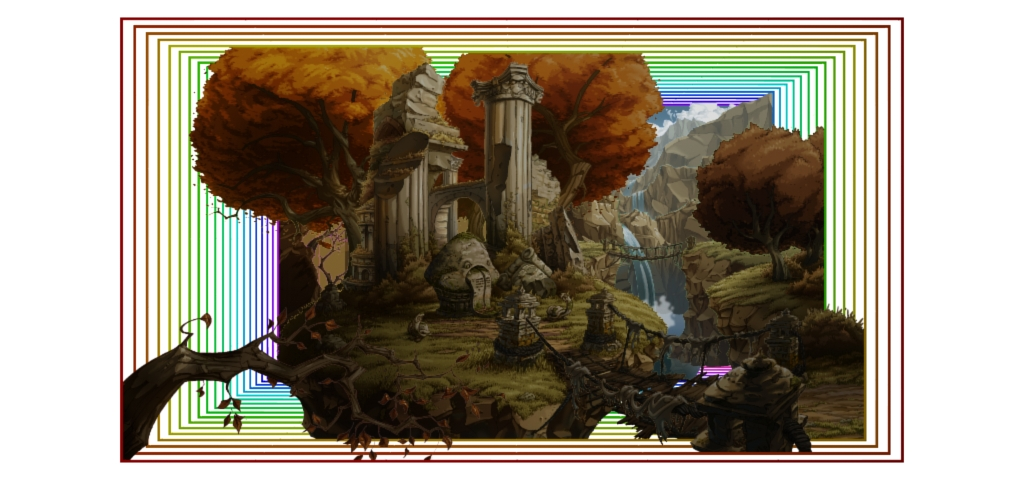
Spieleransicht

### Soundtrack
Jedes der vier im Spiel enthaltenen Kapitel ist mit seiner eigenen Hintergrundmusik ausgestattet. Gemeinsam stellen sie eine Einheit dar, die den Verlauf der Handlung passend zum Ausdruck bringen soll. Betritt der Spieler einen besonderen Spielabschnitt, zum Beispiel eine Höhle, werden die Klänge situationsbedingt tiefer und wirken so dunkler und kälter. Durch die sich verändernde Tonkulisse, die über fünfhundert selbst aufgenommene und von Datenbanken bereitgestellte Geräusche zählt, erhält der Spieler außerdem einen Hinweis darauf, ob er passend handelt und den korrekten Pfad für den Fortschritt der Geschichte eingeschlagen hat.
Für die Realisierung der Soundtracks war das mit Daedalic Entertainment kooperierende Periscope Studio verantwortlich. Die Stücke bestehen ausschließlich aus klassischer Musik, gespielt von einem aus Klavier, Fagott und Querflöte bestehenden Quintett.

### Synchronisation
Die Entwickler haben für das Abenteuer in der geflüsterten Welt – von ein paar Ausnahmen abgesehen – eher weniger bekannte Synchronsprecher aus der Branche engagiert. Man wolle auf namhafte Sprecher verzichten, um keine Assoziationen mit bekannten Charakteren hervorzurufen. Während drei Wochen vertonten fünfzehn Sprecher über 10.000 Textzeilen. Siebzehn Rollen waren zu besetzen, wobei die Schauspielerin Katja Keßler die einzige weibliche Rolle im Spiel einnimmt.
| Gunnar Frietsch (Sadwick) Thomas Fitschen (Vater, Erzähler) Sinikka Compart (Spot) Martin Sabel (Ben) | Michael von Rospatt (Opa) Tim Niebuhr (Bobby) Katja Keßler (Shana) Peter Bieringer (Mulachei) | Oliver Geilhardt (Bando) Gunnar Haberland (Ruben, Yngo) Constantin von Westphalen (Loucaux) Riklef Schütte (Gourney) | Mike Nikitin (Koch) Lars Wasserthal (Maurice, Ralv) Holger Dexne (Astronom) Joachim Kerzel (Kopierschutzabfrage) |

Nach der Veröffentlichung erster Sprechproben wurde Sadwicks Stimme stark kritisiert. Sie höre sich für einen Zwölfjährigen sowohl kindlich als auch weinerlich an und sei auf Dauer nervig. Verteidiger hingegen meinen, dass die Stimme zwar ungewöhnlich, aber durchaus passend sei, weil sie Sadwicks allgemeine Gemütslage unterstreiche. Auch die Dialogtexte sorgten für wenig Begeisterung. Sie würden weniger an ernste Erwachsenenunterhaltung als mehr an die irre Edna aus Daedalics erstem Werk erinnern.
Die ursprüngliche Version enthält neben der deutschen Originalfassung vollständig eingesprochene Synchronisationen in englischer und französischer Sprache sowie Untertitel in Italienisch und Spanisch. In der Special Edition kamen russische und polnische Untertitel hinzu, dafür musste die französische Sprachfassung aus lizenzrechtlichen Gründen komplett entfernt werden.

### Kopierschutz

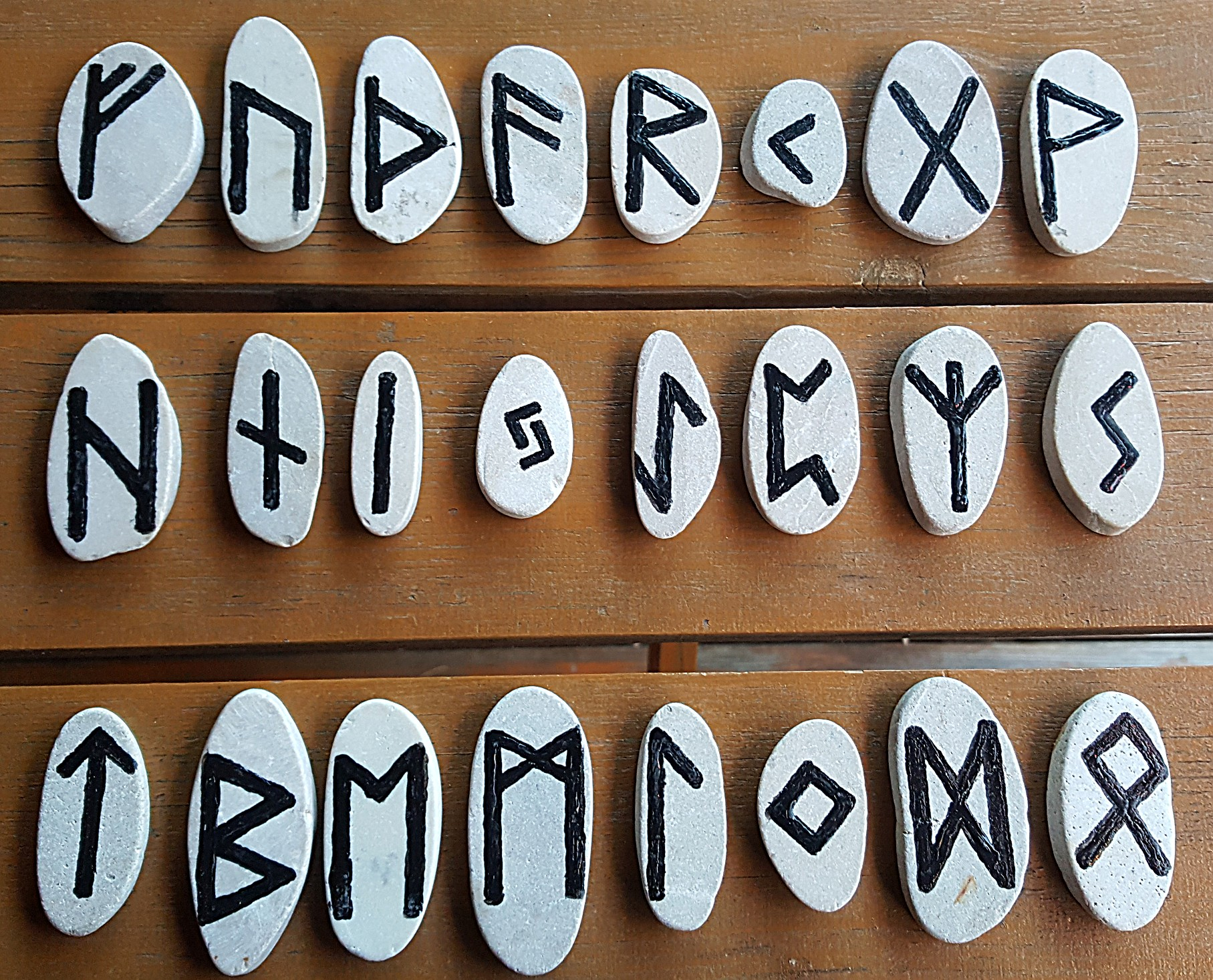
Runen des älteren Futhark.

Der Kopierschutz von TWW wird in der rund 20.000 Stück umfassenden Erstauflage über drei mit Runen beschriftete Plastik-Dodekaeder abgefragt. Die zwölfflächigen Körper liegen der Verpackung bei und können zusätzlich als Spielwürfel für das Brettspiel Droggel (siehe Abschnitt Sonstiges) verwendet werden, welches auf der Rückseite des ebenfalls beiliegenden Posters aufgedruckt ist. Download-Versionen und spätere Auflagen sind vollständig durch einen herkömmlichen, technischen Kopierschutz geschützt. Die DVD wird in sämtlichen Auflagen durch das in der Spielebranche oft genutzte Tagès-Verfahren auf Originalität und Präsenz im Laufwerk geprüft.
Sobald das Spiel gestartet ist, werden dem Spieler Abbilder der drei Würfel angezeigt und er wird aufgefordert, das „Rätsel“ zu lösen, um sich für den Eintritt in die geflüsterte Welt als würdig zu erweisen. Zehn Flächen sind ausgeblendet, ausgenommen die restlichen zwei. Die zentrierte Fläche zeigt ein Fragezeichen, während auf einer anderen, beliebigen Fläche ein Runensymbol zu erkennen ist. Die Aufgabe des Spielers ist es nun, die Würfel zu drehen, bis sich die Fläche mit dem passenden Symbol in der auf dem Bildschirm angezeigten Position befindet. Dann gibt er anhand einer vorgelegten Palette das gesuchte Symbol mit dem Fragezeichen ein. Wurden alle drei Symbole richtig eingegeben, gelangt der Spieler in das Hauptmenü. Diese Prozedur muss bei jedem Spielstart wiederholt werden.
Viele Kritiker sind der Ansicht, dass die Würfelabfrage mit der Zeit, nach mehrmaligem Lösen, auf die Nerven gehe, da sie stets zu wiederholen ist. Nicht erwünscht sei sie besonders dann, wenn man eigentlich schnell weiterspielen möchte. Bemängelt wird überdies, dass das Spiel nicht gestartet werden kann, falls der Spieler einen oder mehrere seiner Würfel verlöre. Mancher Kritiker indes erfreut sich über die nostalgische Praktik: Sie erinnere an die Drehscheiben aus Monkey Island und könne als Hommage bzw. Reminiszenz und Verbeugung vor den alten Genre-Größen aufgefasst werden. Das Prinzip des „externen“ Kopierschutzes wurde vor allem zu Beginn der 1990er Jahre, dem Höhepunkt der Adventure, angewandt.

### Veröffentlichung
Anfangs war die Veröffentlichung von TWW für den 12. Juni 2009 angesetzt. Um zusätzliche Entwicklungszeit für letzte Nachbesserungen zu garantieren, entschied man sich für den 28. August desselben Jahres. Im Laufe des Jahres 2010 erschien das Spiel auch in Frankreich, Italien, Spanien, Portugal, Skandinavien und im Vereinigten Königreich. Die Originalversion wurde in einer aufwendig verarbeiteten Verpackung ausgeliefert, welche einige Extras beinhaltet: Ein Handbuch mit Artworks und Lösungshilfe für die ersten Rätsel, ein beidseitig bedrucktes Poster und drei als Kopierschutz dienende Spielwürfel. Letztere sind nur in der Erstauflage enthalten.
Eine Umsetzung (Portierung) für den Nintendo DS war geplant wurde jedoch nicht realisiert.

### Special Edition
Am 6. Mai 2014 wurde das Spiel in einer Special Edition, die sowohl als Verkaufsversion auf DVD als auch über die digitalen Spieleplattformen Steam und GOG erhältlich ist, neu veröffentlicht. Hinzugefügt wurden Entwicklerkommentare von Marco Hüllen und Jan „Poki“ Müller-Michaelis, die sich in jedem Bildschirm durch Anklicken eines Icons abspielen lassen. Außerdem besteht nun die Möglichkeit, die meisten Minispiele zu überspringen. Die Steam-Version wurde zusätzlich mit „Errungenschaften“ ausgestattet. Daneben gab es Änderungen an den verfügbaren Sprachfassungen (siehe Abschnitt Synchronisation).
Besitzer der Steam-Version erhielten das Upgrade auf die Special Edition kostenfrei, dieses muss jedoch separat installiert werden. Die Originalversion ist für Nutzer, die sie bis zum 5. Mai 2014 auf Steam erworben haben, weiterhin verfügbar, ein Neukauf ist jedoch nicht mehr möglich.

### Sonstiges
- Sadwicks Texturen haben bei acht Richtungen, in die er sich bewegen kann, je zwölf Einzelbilder. Das ergibt eine Summe von 96 Bildern (Sondermanöver nicht miteinbezogen).
- Das Würfelspiel Droggel ist eine Anspielung auf Edna bricht aus, Daedalics Erstlingswerk. In diesem Spiel begegnet die Protagonistin Edna innerhalb des Gemeinschaftsraumes der Irrenanstalt einem offensichtlich verwirrten Mann, der auf alle Versuche, ihn anzusprechen, nur mit dem Wort „Droggelbecher“ reagiert.
- Am 1. April 2009 gab Daedalic Entertainment scherzhaft bekannt, das Spiel als reines Text-Adventure zu veröffentlichen.[43] Der Geschäftsführer des Unternehmens, Carsten Fichtelmann, begründete diesen Schritt mit dem früheren Erfolg, den Edna bricht aus dank seiner altmodischen Aktionsverben (Schau an, Nimm, Gib etc.) erzielt hatte. Die Entwickler entschlossen sich, diese Praktik konsequent weiterzuverfolgen. Außerdem müssten sie sich wegen der ab 2007 begonnenen Finanzkrise mit allen möglichen Einsparpotenzialen auseinandersetzen. Wie Fichtelmann erklärte: „Dieser ganze Grafik-Kram ist einfach zu teuer.“ Um den Scherz zu bekräftigen, stellte Daedalic sogar eine mit Inform erstellte Demo-Version zum potenziellen Hit zur Verfügung.
- In der Stube des Orakels Shana ist am rechten Bildrand auf einem Tischchen eine steinerne Büste zu erkennen. Sie zeigt die grinsende Edna.
- In Rubens Arbeitszimmer sind zahlreiche Gemälde mit der Unterschrift eines „Marquis de Hüll“ aufgehängt. Ein subtiler Verweis auf den Spiel-Designer Marco Hüllen.
- Wenn man in Corona Bobby fragt, wie er überhaupt ins Schloss gekommen ist, antwortet er: „Ich hatte meinen Ruhestein noch auf den Schlosshof eingestellt.“ Dies ist eine Anspielung auf World of Warcraft.
- Das Rätsel in der Hütte des Mönches Mulachai ist das berühmte Damenproblem.

## Rezeption
Im deutschen Sprachraum erzeugte The Whispered World, alles in allem, ein überdurchschnittlich gutes Meinungsbild.
Besonderen Anklang fand die durchgehend liebevoll handgezeichnete Umgebung. Auch die fesselnd erzählte Geschichte und der melancholisch-humorvolle Umgang des Hauptcharakters mit der Welt und seinem Schicksal wurden hervorgehoben.
Als negative Punkte wurden Dinge wie die teilweise unnötig schwer und an mancher Stelle auch etwas unfair gestalteten Rätsel genannt. Darüber hinaus wurde lediglich noch manchmal angemerkt, dass die Steuerung des Spiels oder die maximale Auflösung von nur 1024 × 768 Bildpunkten vielleicht nicht mehr ganz zeitgemäß wären.

„Aus diesem Spitzenfeld ragt The Whispered World für mich noch einmal heraus. Der wunderschöne und eigenständige Stil, die relativ erwachsenen Geschichten und der melancholische Grundton tun mir beim Spielen richtig gut. ... Ein kleines Meisterwerk mit einem kleinen, großen Helden.“

„Die fantastische, glaubwürdige Märchenwelt und die Charaktere, die sie bevölkern, überzeugen mit viel Liebe zum Detail und regen zum Träumen, Nachdenken und genau im richtigen Maße auch zum Schmunzeln an...
Zum Genre-Meilenstein hat es vielleicht nicht ganz gereicht und für Adventure-Frischlinge ist es ab und zu vielleicht einen Tick zu schwer. Das ändert aber nichts daran, dass The Whispered World zu den besten Adventures der letzten zehn Jahre gehört...“

„Abwechslungs- und einfallsreiche Rätsel, eine perfekt harmonierende Stimmung zwischen Humor und Melancholie, eine Story, die als kindgerechtes Märchen beginnt und als fantastisches Epos endet – außerdem: Spot, Spot, Spot! Abgesehen von Kleinigkeiten und den stellenweise drögen Knobeleinlagen setzt The Whispered World neue Adventure-Maßstäbe.“

Im internationalen Bereich erntete das Spiel in seiner englischsprachigen Version dagegen sichtbar schlechtere Bewertungen.
Ursache dafür ist unter anderem die Synchronisation. Sadwicks englische Stimme wurde als etwas gewöhnungsbedürftig und auf Dauer eher nervtötend wahrgenommen. In Kombination damit sind seine immer wiederkehrenden Beschwerden über die Aufgaben, sein düsteres Schicksal und Sadwicks allgemein depressive Art besonders negativ hervorgetreten.

“Sadwick voice isn’t very pleasant to listen to either. I was surprised by the voice acting overall though. At times I didn’t even want to click on areas I knew wouldn’t help me progress just to save myself from another one of Sadwicks’ whiny speeches.”

“No doubt, horrible voice acting plus awful lengthy dialogue equates to having a bottle of painkillers on standby. ...
I wondered to myself how someone so beautiful could cause so much excruciating boredom at the cost of my ears and interests.”